# Fanano
Fanano (Fanân in dialetto frignanese) è un comune italiano di 2 967 abitanti della provincia di Modena in Emilia-Romagna, situato a sud del capoluogo. È il comune più vasto dell'Alto Frignano e gran parte del suo territorio è inserito all'interno del parco regionale dell'Alto Appennino Modenese. L'altitudine del suo territorio varia dai 600 ai 2165 m s.l.m. Fa parte dell'Unione dei comuni del Frignano, che ha il proprio capoluogo a Pavullo nel Frignano.

## Storia

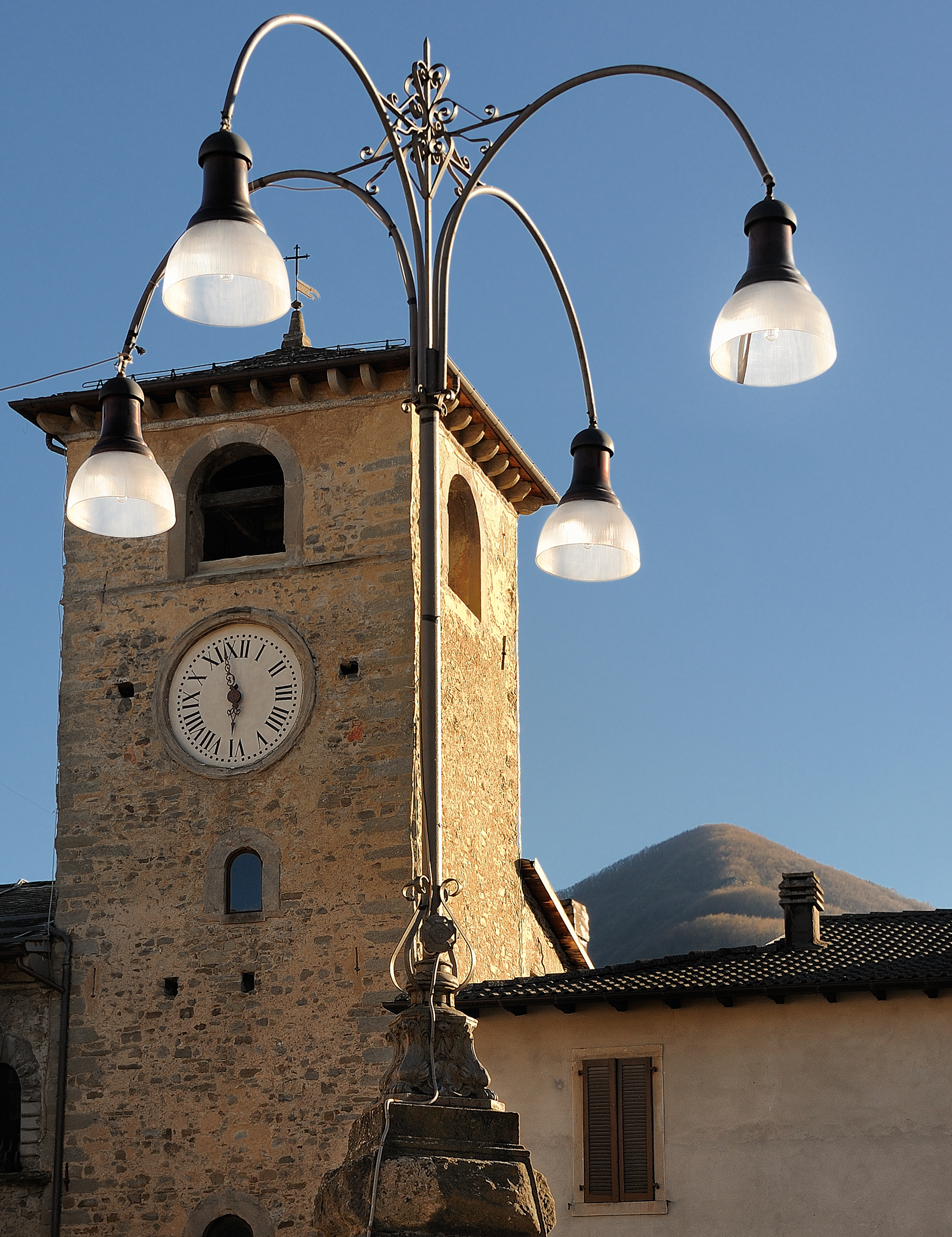
La Torre dell'Orologio di Fanano

È situato nel territorio dei Liguri Friniates, da cui deriverebbe la tradizione delle marcolfe, con attestazioni di frequentazione da parte di genti etrusche: il toponimo viene fatto risalire ad una deformazione di Fannianus, possibile prediale di un Fannius, attestato da una stele funeraria modenese di età romana.
Il nome di Fanano è documentato dall'VIII secolo. In epoca longobarda, all'inizio del VII secolo, San Colombano avrebbe fondato un monastero, in seguito divenuto benedettino per opera di Sant'Anselmo di Nonantola. Nel centro del paese una chiesa è tuttora dedicata al Santo irlandese. Nel territorio di Fanano già durante il basso Medioevo vi furono molte famiglie contrapposte in due diverse fazioni. Alcune di esse furono gli Ottonelli, i Rinaldi, i Magnanini, i Fogliani, i Fuoli, i Ciardi di Lotta, i Corsini di Fellicarolo, i Lardi di Ferrara, i Ballocchi della Valle di Ospitale, i Neruzzi, i Sabbatini, ed altre fino all'anno 1532, quando il duca di Ferrara fece abbattere il castello della cittadina a causa dei continui disordini.
Nel XIII secolo venne fondato un convento di Francescani, mentre tra la fine del XVI e gli inizi del XVII vennero eretti il monastero di clausura della Santissima Annunziata per le suore Clarisse ed il convento dei Padri Scolopi con relativa scuola per volere del capitano Ottonello Ottonelli. Agli inizi del XVIII secolo don Giovanni Battista Lolli eresse in Ospitale, poi trasferito a Fanano, un monastero di Cappuccine. Alla fine del Settecento venne soppresso il convento dei francescani e i frati si trasferirono in quello di Fiumalbo. Oggi è ancora esistente e funzionante il monastero di clausura della Santissima Annunziata, mentre quello delle cappuccine è confluito nelle Suore Francescane Missionarie di Cristo.

### La fontana e l'acquedotto

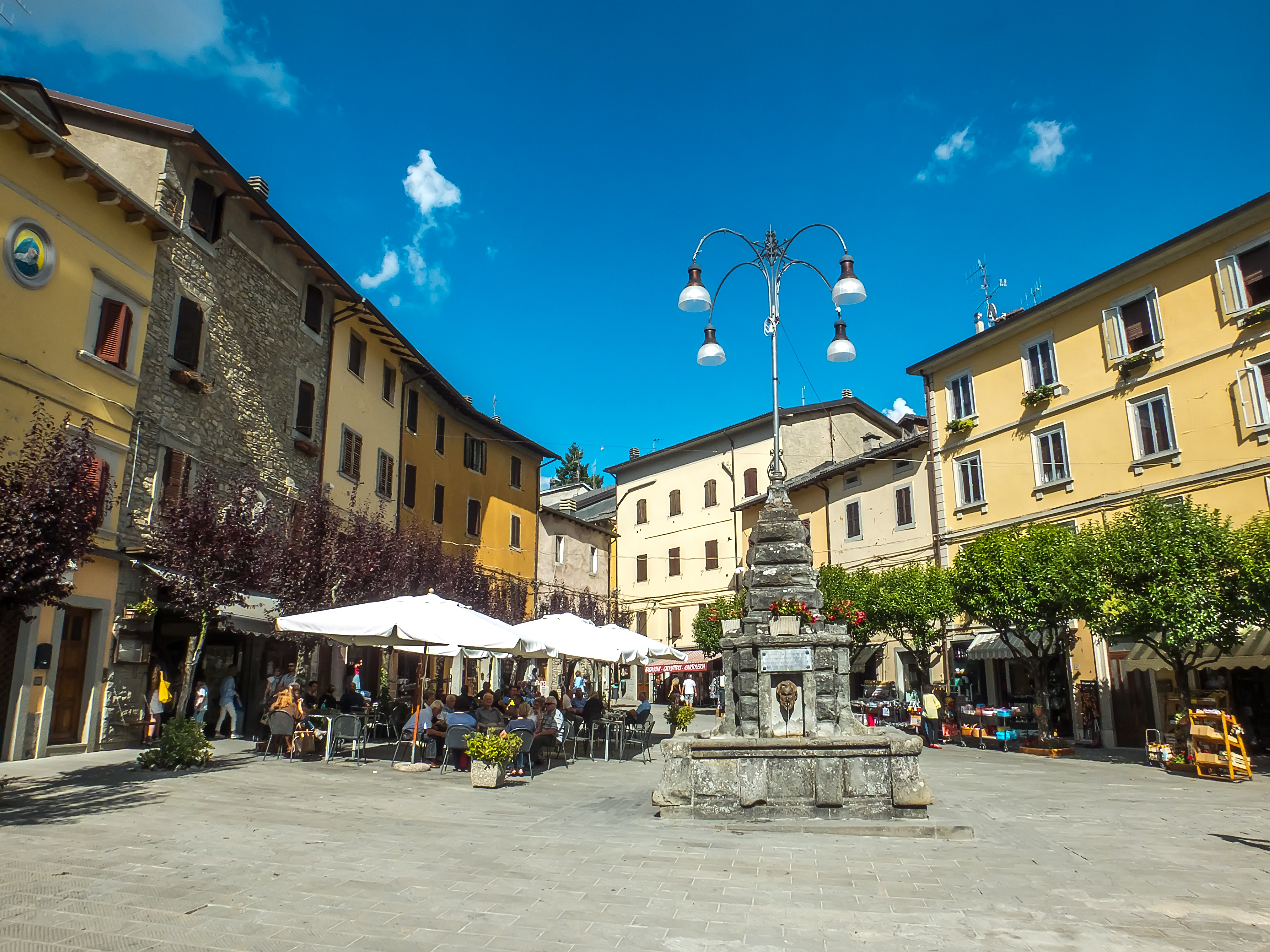
Piazza Corsini con la fontana al centro

Di notevole importanza sono la fontana principale del paese e l'acquedotto costruito in concomitanza con essa. La prima, situata in piazza Corsini nel centro storico del paese, venne costruita nell'arco di un anno circa, dal 1912 al 1913, su progetto di Lapo Farinati degli Uberti, un giovane proveniente dal vicino comune di Cutigliano. L'acquedotto, che doveva sostituire il vecchio sistema ormai insufficiente a fornire acqua a tutti gli abitanti, fu progettato dallo stesso architetto che progettò la fontana. Le sorgenti che forniscono l'acqua al sistema si trovano in località Rovina Rasa (Fellicarolo) e furono donate dal dottor Camillo Monari. Tutti i progetti sono conservati nell'Archivio Comunale di Fanano.

## Storia economica
Il borgo di Fanano è posto alla confluenza delle antiche strade che conducono alle frazioni. Tra queste Trentino, Trignano e Serrazzone vivevano anticamente dell'economia della media montagna, essenzialmente agricola; Ospitale, Canevare e Fellicarolo vivevano della tipica economia della castagna e della pastorizia. La castagna essiccata e macinata nei mulini posti lungo il Leo e il Fellicarolo costituiva l'alimento essenziale della popolazione, che integrava la dieta con prodotti della pastorizia, che tuttavia erano in gran parte venduti per il denaro liquido necessario agli acquisti di generi che non erano prodotti sul luogo, come strumenti di ferro e cotone per i telai familiari. Ha studiato l'economia della castagna sussistente ancora, nella valle di Ospitale, nel 1950, uno storico dell'economia agraria, Antonio Saltini, che ha misurato, sugli antichi catasti, la superficie coperta dai castagneti, quella a seminativo, quella a pascolo, quella a bosco, ricavando le quantità di castagne, di frumento, di fieno, di formaggi, il numero degli agnelli e dei vitelli di cui la popolazione disponeva ogni anno, la superficie a ceduo ogni anno sottoposta a taglio e la quantità di carbone ricavata, ricostruendo la dieta e gli scambi di derrate che la valle effettuava con il mercato.

## Geografia antropica

### Frazioni
Trentino è la frazione più popolata, con più di 500 abitanti. Altre tre frazioni, che sono Ospitale, Fellicarolo e Canevare sono situate su tre valli parallele e le prime due danno il nome a due torrenti che confluiscono a formare il Leo. La frazione più vicina al centro del paese è Lotta, situata a 1,5 km circa dal centro storico. Infine Trignano e Serrazzone si situano lungo il percorso per arrivare al lago Pratignano.

## Società

### Evoluzione demografica
Abitanti censiti

### Etnie e minoranze straniere
Secondo i dati ISTAT al 31 dicembre 2010 la popolazione straniera residente era di 357 persone. Le nazionalità maggiormente rappresentate in base alla loro percentuale sul totale della popolazione residente erano:
- Romania 130 4,17%
- Marocco 50 1,60%
- India 41 1,31%
- Polonia 33 1,06%.

## Cultura

### Musei
- Il Museo all'aperto di scultura su pietra[11]
- Il Centro tematico dei Monti della Riva, a Trignano, con una sezione museale dedicata alle Linea Gotica sui Monti della Riva e una sezione sull'emigrazione, dedicata in particolare al pioniere Felice Pedroni.[12][13]

## Infrastrutture e trasporti
Fanano è collegata ad ovest con Sestola e ad est con l'Appennino bolognese tramite l'ex strada statale 324 del Passo delle Radici. La Pianura Padana è invece raggiungibile grazie alla strada provinciale 4 Fondovalle Panaro, che conduce a Vignola.

## Amministrazione
| Periodo        | Periodo        | Primo cittadino       | Partito                                                       | Carica  | Note          |
| -------------- | -------------- | --------------------- | ------------------------------------------------------------- | ------- | ------------- |
| 1980           | 5 maggio 1990  | Gian Carlo Muzzarelli | Partito Comunista Italiano                                    | Sindaco | [ 14 ] [ 15 ] |
| 6 maggio 1990  | 22 aprile 1995 | Claudio Zecchini      | Partito Comunista Italiano Partito Democratico della Sinistra | Sindaco | [ 15 ]        |
| 23 aprile 1995 | 12 giugno 1999 | Piergiorgio Passini   | Lista civica di centro-sinistra                               | Sindaco | [ 15 ]        |
| 13 giugno 1999 | 6 giugno 2009  | Alessandro Corsini    | Lista civica di centro-destra                                 | Sindaco | [ 15 ]        |
| 7 giugno 2009  | 25 maggio 2014 | Lorenzo Lugli         | Lista civica di centro-sinistra Amare Fanano                  | Sindaco | [ 15 ]        |
| 26 maggio 2014 | 27 maggio 2019 | Stefano Muzzarelli    | Lista civica di centro-sinistra Amare Fanano                  | Sindaco | [ 16 ]        |

### Gemellaggi
- Fairbanks

## Nella cultura di massa
Fanano è stato utilizzato come set cinematografico in almeno quattro film: al Lago Scaffaiolo è stato girato Una gita scolastica di Pupi Avati, del 1983; Tutto quello che vuoi di Francesco Bruni, uscito nel 2017, ha alcune scene girate a Ospitale e comparse di Fanano; nel 2018 Zen sul ghiaccio sottile di Margherita Ferri; nel 2024 50 km all'ora di Fabio De Luigi.

## Manifestazioni ricorrenti

### 'Ste Sroden
Si tiene verso la metà di ottobre e il nome vuole dire "quest'Autunno" in dialetto locale. L'evento principale che caratterizza questa manifestazione è l'allestimento della piazza principale, piazza Corsini, con colori e prodotti autunnali e bancarelle per la vendita di cibi e bevande locali.

### Venerdì Santo
La Triennale del Venerdì Santo è una manifestazione religiosa che si tiene ogni tre anni per le vie del centro del paese. Tramite decorazioni, cordoni e statue di bosso autoctono Buxus sempervirens vengono ricreate le tappe della Via Crucis. La manifestazione è organizzata dalle confraternite locali e dai membri del clero del paese.

### Festa del Mirtillo
È una manifestazione che si tiene ogni anno ad agosto che celebra uno dei prodotti tipici di Fanano, il mirtillo nero dell'Appennino Vaccinium myrtillus. Durante il corso di alcune giornate, produttori locali e non espongono e vendono prodotti principalmente a base di mirtillo per le strade del paese.

### Presepe Vivente
Ogni due anni, nel periodo che va da Natale all'Epifania, il paese viene decorato in stile tardo ottocentesco,con capanne, essiccatoi e strutture tipiche montane del XIX secolo e,nelle giornate del 25 dicembre e del 6 gennaio viene rappresentato l'arrivo dei Magi a Betlemme, evento chiave della festività natalizia Cristiana.

## Monumenti e luoghi d'interesse

### Architetture religiose
- Chiesa di San Giuseppe, costruita nel 1619 da Ottonello Ottonelli assieme all'attiguo convento dei Padri Scolopi (attuale palazzo municipale) è considerata una delle chiese secentesche più belle, ricche ed armoniose di tutto l'Appennino. La chiesa è a un'unica navata con sei cappelle laterali ed ampio presbiterio sopraelevato, limitato da un bell'arco sostenuto da eleganti colonne scanalate. I sette altari sono dotati di sontuose ancone secentesche in legno intagliato e dorato, in gran parte opera dei fananesi Giovanni e Giuseppe Gherardini. Fra le undici tele conservate nella chiesa vanno segnalate in particolare: la pala dell'altare maggiore (Ritrovamento di Gesù al Tempio), iniziata da Giulio Secchiari nel 1623 e terminata da Pellegrino da Fanano nel 1644, e quindi, nelle cappelle laterali, il Martirio di Santa Caterina d'Alessandria di scuola guercinesca, il San Giuseppe Calasanzio presenta alla Madonna gli scolari delle Scuole Pie, di Girolamo Vanulli (1749) e, soprattutto, l'elegantissima, luminosa Madonna della Ghiara, di Lodovico Lana.
- Chiesa di San Silvestro Papa (duomo). Il tempio, eretto molto probabilmente alla fine del XII secolo sopra i resti della chiesa abbaziale che Sant'Anselmo aveva fondato nel 749, era considerato uno dei più significativi esempi di architettura tardo-romanica dell'Appennino. La sua struttura, che riprendeva quella basilicale del duomo di Modena, con tre navate, cripta e presbiterio sopraelevato, fu poi modificata nel 1612 con l'inversione della pianta e con l'aggiunta del transetto e della cupola. L'aspetto originario è riconoscibile soprattutto nella navata centrale e, in particolare, nelle possenti colonne sormontate da notevoli capitelli di scuola campionesse (o antelamica): nel terzo a destra, uno dei più ricchi, si legge 1206 In conversione Sancti Pauli (cioè 25 gennaio 1206, probabile data di consacrazione della chiesa), mentre sul quarto un pittore modenese del '300 ha affrescato una delicata Madonna con Bambino. Lungo le navate laterali e nel transetto si aprono tredici cappelle, edificate nei secoli XVI e XVII: tutte incorniciate da eleganti archi in pietra arenaria, sono opera di scalpellini locali e toscani (come la prima, con il Battistero, di Giovanni Battista da Firenze, del 1534).
- Chiesa di San Giacomo Maggiore Apostolo, nella frazione di Ospitale

### Architetture civili
- Borgo delle Caselle. Questo borgo, situato oltre il ponte dell'acquedotto situato verso Ospitale, subì un movimento franoso nel 1953 che costrinse gli abitanti a abbandonare le case; ora costituisce un punto d'interesse, avendo preservato in parte strutture risalenti all'epoca.

### Luoghi d'interesse naturalistico
- Lago Scaffaiolo. Il lago è uno specchio d'acqua di circa 0,05 km² di superficie che si trova nel comune di Fanano, poco dopo il Passo della Croce Arcana. La sua origine è peculiare rispetto ad altri laghi della zona dell'Emilia-Romagna, poiché non è glaciale ma dovuta a una frattura della tettonica del crinale.
- Lago Pratignano. Rappresenta un punto di interesse naturalistico perché è l'unico esempio di torbiera nel nord'Italia ed è l'habitat naturale della Drosera rotundifolia, una pianta carnivora.
- Passo della Croce Arcana, è un valico alpino posto a 1669 m s.l.m., al confine tra il comune di Fanano, nel territorio della frazione di Ospitale, e il comune di Cutigliano.

## Economia

### Turismo
Per la qualità dell'offerta turistica e ambientale, Fanano è Bandiera Arancione del Touring Club Italiano.

## Sport
La squadra più importante e rappresentativa del paese è Fanano Miners: formazione della Italian Hockey League - Division I. Infatti nel 1986 fu costruito uno stadio del ghiaccio, che ospita atleti professionisti e dilettanti impegnati nelle varie competizioni.